# 341

## Починали
- Евсевий Никомидийски, християнски епископ, арианин.